# Daniel Pacheco
Daniel Pacheco Lobato (Pizarra, 5 januari 1991) is een Spaans voetballer die doorgaans als aanvaller speelt. Hij verruilde Real Betis in juli 2017 voor Getafe, dat hem in het voorgaande seizoen al huurde.

## Clubcarrière
Pacheco speelde tot 2003 in de jeugdelftallen van Málaga CF. Van 2003 tot 2007 was hij actief in de befaamde cantera (jeugdopleiding) van FC Barcelona. Op zestienjarige leeftijd werd Pacheco na Francesc Fàbregas, Gerard Piqué en Francisco Mérida de vierde speler van FC Barcelona die gebruik maakte van de mogelijkheid dat voetballers vanaf 16 jaar in Engeland een profcontract kunnen krijgen, in tegenstelling tot in Spanje waar de grens op 18 jaar ligt.
Eind juni 2007 vertrok Pacheco naar het Engelse Liverpool FC, waar hij een van de vele Spaanse spelers werd die door coach Rafael Benítez naar Liverpool FC was gehaald (wel aangeduid als de Spaanse Armada).Hier nam hij in de voorbereiding van het seizoen 2010/11 het nummer 12 over van zijn Braziliaanse teamgenoot Fabio Aurelio.

## Interlandcarrière
Pacheco was jeugdinternational voor Spanje. Hij speelde op 1 oktober 2007 zijn eerste wedstrijd voor Spanje –17, tegen San Marino –17. Hij maakte drie doelpunten in die wedstrijd, die met 6-0 werd gewonnen.
1 Letacek ·
2 Djené  ·
3 Angileri ·
4 Beroccal ·
5 Milla ·
6 Uche ·
7 Sola ·
8 Arambarri ·
9 Mayoral ·
10 Yıldırım ·
11 Aleñá ·
12 Nyom ·
13 Soria ·
15 Alderete ·
16 Rico ·
17 Pérez ·
18 Rodríguez ·
19 Federico ·
20 Santiago ·
21 Iglesias ·
22 Duarte ·
27 Aberdin ·
31 Patrick ·
Coach: Bordalás
· Assistent-coach: Verdés